# Daytime Emmy Award for Outstanding Game Show
Der Daytime Emmy Award for Outstanding Game Show ist ein jährlich von der National Academy of Television Arts and Sciences (NATAS) und der Academy of Television Arts & Sciences (ATAS) vergebener Fernsehpreis. Er wurde erstmals 1974 vergeben. 
Am Häufigsten gewann Jeopardy! mit insgesamt 19 Awards. Mit 38 erhielt die Quizshow auch die meisten Nominierungen.
2023 wurde der Award zu den Primetime-Emmys verschoben.

## Gewinner und Nominierte

### 1970er Jahre
| Jahr | Gameshow            | Sender | Ref   |
| ---- | ------------------- | ------ | ----- |
| 1974 | Password            | ABC    | [ 1 ] |
| 1974 | Hollywood Squares   | NBC    | [ 1 ] |
| 1974 | Jeopardy!           | NBC    | [ 1 ] |
| 1975 | Hollywood Squares   | NBC    | [ 2 ] |
| 1975 | The $10,000 Pyramid | ABC    | [ 2 ] |
| 1975 | Jeopardy!           | NBC    | [ 2 ] |
| 1975 | Let's Make a Deal   | ABC    |       |
| 1976 | The $20,000 Pyramid | ABC    | [ 3 ] |
| 1976 | Hollywood Squares   | ABC    | [ 3 ] |
| 1976 | Let's Make a Deal   | NBC    | [ 3 ] |
| 1976 | Match Game          | CBS    | [ 3 ] |
| 1976 | The Price Is Right  | CBS    |       |
| 1977 | Ryan’s Hope         | ABC    | [ 4 ] |
| 1977 | The $10,000 Pyramid | ABC    | [ 4 ] |
| 1977 | Hollywood Squares   | NBC    | [ 4 ] |
| 1977 | Match Game          | CBS    | [ 4 ] |
| 1977 | Tattletales         | CBS    | [ 4 ] |
| 1978 | Hollywood Squares   | NBC    | [ 5 ] |
| 1978 | The $20,000 Pyramid | ABC    | [ 5 ] |
| 1978 | Family Feud         | ABC    | [ 5 ] |
| 1979 | Hollywood Squares   | NBC    | [ 6 ] |
| 1979 | The $20,000 Pyramid | ABC    | [ 6 ] |
| 1979 | Family Feud         | ABC    | [ 6 ] |

### 1980er Jahre
| Jahr | Gameshow            | Sender      | Ref    |
| ---- | ------------------- | ----------- | ------ |
| 1980 | The $20,000 Pyramid | ABC         | [ 7 ]  |
| 1980 | Hollywood Squares   | NBC         | [ 7 ]  |
| 1980 | Family Feud         | ABC         | [ 7 ]  |
| 1981 | The $20,000 Pyramid | ABC         | [ 8 ]  |
| 1981 | Family Feud         | ABC         | [ 8 ]  |
| 1981 | Hollywood Squares   | NBC         | [ 8 ]  |
| 1982 | Password Plus       | CBS         | [ 9 ]  |
| 1982 | Family Feud         | ABC         | [ 10 ] |
| 1982 | The Price Is Right  | ABC         | [ 10 ] |
| 1982 | Wheel of Fortune    | ABC         | [ 10 ] |
| 1983 | The $25,000 Pyramid | CBS         | [ 11 ] |
| 1983 | Family Feud         | Syndikation | [ 11 ] |
| 1983 | The Price Is Right  | CBS         | [ 11 ] |
| 1984 | The $25,000 Pyramid | CBS         | [ 12 ] |
| 1984 | Family Feud         | Syndikation | [ 12 ] |
| 1984 | The Price Is Right  | CBS         | [ 12 ] |
| 1985 | The $25,000 Pyramid | CBS         | [ 13 ] |
| 1985 | Family Feud         | Syndikation | [ 13 ] |
| 1985 | Jeopardy!           | Syndikation | [ 13 ] |
| 1985 | The Price Is Right  | CBS         | [ 13 ] |
| 1985 | Wheel of Fortune    | Syndikation | [ 13 ] |
| 1986 | The $25,000 Pyramid | CBS         | [ 14 ] |
| 1986 | Family Feud         | Syndikation | [ 14 ] |
| 1986 | Jeopardy!           | Syndikation | [ 14 ] |
| 1986 | The Price Is Right  | CBS         | [ 14 ] |
| 1986 | Wheel of Fortune    | Syndikation | [ 14 ] |
| 1987 | The $25,000 Pyramid | CBS         | [ 15 ] |
| 1987 | Jeopardy!           | Syndikation | [ 15 ] |
| 1987 | The Price Is Right  | CBS         | [ 15 ] |
| 1987 | Wheel of Fortune    | Syndikation | [ 15 ] |
| 1988 | The Price Is Right  | NBC         | [ 16 ] |
| 1988 | The $25,000 Pyramid | ABC         | [ 16 ] |
| 1988 | Wheel of Fortune    | Syndikation | [ 16 ] |
| 1988 | Win, Lose or Draw   | ABC         | [ 16 ] |
| 1989 | The $25,000 Pyramid | CBS         | [ 17 ] |
| 1989 | Jeopardy!           | Syndikation | [ 17 ] |
| 1989 | The Price Is Right  | CBS         | [ 17 ] |
| 1989 | Wheel of Fortune    | Syndikation | [ 17 ] |
| 1989 | Win, Lose or Draw   | NBC         | [ 17 ] |

### 1990er Jahre
| Jahr | Gameshow                                   | Sender         | Ref    |
| ---- | ------------------------------------------ | -------------- | ------ |
| 1990 | Jeopardy!                                  | Syndikation    | [ 18 ] |
| 1990 | The Price Is Right                         | CBS            | [ 18 ] |
| 1990 | Wheel of Fortune                           | Syndikation    | [ 18 ] |
| 1990 | Win, Lose or Draw                          | NBC            | [ 18 ] |
| 1991 | Jeopardy!                                  | Syndikation    | [ 19 ] |
| 1991 | The $100,000 Pyramid                       | Syndikation    | [ 19 ] |
| 1991 | The Price Is Right                         | CBS            | [ 19 ] |
| 1991 | Wheel of Fortune                           | Syndikation    | [ 19 ] |
| 1992 | Jeopardy!                                  | Syndikation    | [ 20 ] |
| 1992 | The $100,000 Pyramid                       | Syndikation    | [ 20 ] |
| 1992 | Family Feud                                | Syndikation    | [ 20 ] |
| 1992 | The Price Is Right                         | CBS            | [ 20 ] |
| 1993 | Jeopardy!                                  | Syndikation    | [ 21 ] |
| 1993 | The Family Feud Challenge                  | Syndikation    | [ 21 ] |
| 1993 | The Price Is Right                         | CBS            | [ 21 ] |
| 1993 | Wheel of Fortune                           | Syndikation    | [ 21 ] |
| 1994 | Jeopardy!                                  | Syndikation    | [ 22 ] |
| 1994 | The Price Is Right                         | CBS            | [ 22 ] |
| 1994 | Wheel of Fortune                           | Syndikation    | [ 22 ] |
| 1995 | Jeopardy!                                  | Syndikation    | [ 23 ] |
| 1995 | American Gladiators                        | Syndikation    | [ 23 ] |
| 1995 | MTV's 4th Annual Rock 'n' Jock B-Ball Jam  | MTV            | [ 23 ] |
| 1995 | The Price Is Right                         | CBS            | [ 23 ] |
| 1995 | Wheel of Fortune                           | Syndikation    | [ 23 ] |
| 1996 | The Price Is Right                         | CBS            | [ 24 ] |
| 1996 | Jeopardy!                                  | Syndikation    | [ 24 ] |
| 1997 | The Price Is Right                         | CBS            | [ 25 ] |
| 1997 | Debt                                       | Lifetime       | [ 25 ] |
| 1997 | Jeopardy!                                  | Syndikation    | [ 25 ] |
| 1997 | Secrets of the Cryptkeeper's Haunted House | CBS            | [ 25 ] |
| 1997 | Wheel of Fortune                           | Syndikation    | [ 25 ] |
| 1998 | Jeopardy!                                  | Syndikation    | [ 26 ] |
| 1998 | Pictionary                                 | NBC            | [ 27 ] |
| 1998 | The Price Is Right                         | CBS            | [ 27 ] |
| 1998 | Wheel of Fortune                           | Syndikation    | [ 27 ] |
| 1998 | Win Ben Stein's Money                      | Comedy Central | [ 27 ] |
| 1999 | Win Ben Stein's Money                      | Comedy Central | [ 28 ] |
| 1999 | Hollywood Squares                          | Syndikation    | [ 28 ] |
| 1999 | Jeopardy!                                  | Syndikation    | [ 28 ] |
| 1999 | The Price Is Right                         | CBS            | [ 28 ] |
| 1999 | Wheel of Fortune                           | Syndikation    | [ 28 ] |

### 2000er Jahre
| Jahr | Gameshow                       | Sender            | Ref    |
| ---- | ------------------------------ | ----------------- | ------ |
| 2000 | Who Wants to Be a Millionaire? | ABC               | [ 29 ] |
| 2000 | Hollywood Squares              | Syndikation       | [ 29 ] |
| 2000 | Jeopardy!                      | Syndikation       | [ 29 ] |
| 2000 | The Price Is Right             | CBS               | [ 29 ] |
| 2000 | Win Ben Stein's Money          | Comedy Central    | [ 29 ] |
| 2001 | Who Wants to Be a Millionaire? | ABC               | [ 30 ] |
| 2001 | Hollywood Squares              | Syndikation       | [ 30 ] |
| 2001 | Jeopardy!                      | Syndikation       | [ 30 ] |
| 2001 | The Price Is Right             | CBS               | [ 30 ] |
| 2001 | Win Ben Stein's Money          | Comedy Central    | [ 30 ] |
| 2002 | Jeopardy!                      | Syndikation       | [ 31 ] |
| 2002 | Hollywood Squares              | Syndikation       | [ 31 ] |
| 2002 | The Price Is Right             | CBS               | [ 31 ] |
| 2002 | Win Ben Stein's Money          | Comedy Central    | [ 31 ] |
| 2003 | Jeopardy!                      | Syndikation       | [ 32 ] |
| 2003 | Hollywood Squares              | Syndikation       | [ 32 ] |
| 2003 | The Price Is Right             | CBS               | [ 32 ] |
| 2003 | Wheel of Fortune               | Syndikation       | [ 32 ] |
| 2003 | Win Ben Stein's Money          | Comedy Central    | [ 32 ] |
| 2004 | The Price Is Right             | CBS               | [ 33 ] |
| 2004 | Jeopardy!                      | Syndikation       | [ 34 ] |
| 2004 | Who Wants to Be a Millionaire? | ABC               | [ 34 ] |
| 2005 | Jeopardy!                      | Syndikation       | [ 35 ] |
| 2005 | The Price Is Right             | CBS               | [ 35 ] |
| 2005 | Who Wants to Be a Millionaire? | ABC               | [ 35 ] |
| 2006 | Jeopardy!                      | Syndikation       | [ 36 ] |
| 2006 | Who Wants to Be a Millionaire? | ABC               | [ 37 ] |
| 2007 | The Price Is Right             | CBS               | [ 38 ] |
| 2007 | Jeopardy!                      | Syndikation       | [ 38 ] |
| 2007 | Who Wants to Be a Millionaire? | ABC               | [ 38 ] |
| 2008 | Cash Cab                       | Discovery Channel | [ 39 ] |
| 2008 | Jeopardy!                      | Syndikation       | [ 40 ] |
| 2008 | The Price Is Right             | CBS               | [ 40 ] |
| 2009 | Cash Cab                       | Discovery Channel | [ 41 ] |
| 2009 | Jeopardy!                      | Syndikation       | [ 42 ] |
| 2009 | Who Wants to Be a Millionaire? | ABC               | [ 42 ] |

### 2010er Jahre
| Jahr | Gameshow                           | Sender            | Ref    |
| ---- | ---------------------------------- | ----------------- | ------ |
| 2010 | Cash Cab                           | Discovery Channel | [ 43 ] |
| 2010 | Are You Smarter than a 5th Grader? | FOX               | [ 44 ] |
| 2010 | Jeopardy!                          | Syndikation       | [ 44 ] |
| 2010 | The Price Is Right                 | CBS               | [ 44 ] |
| 2010 | Wheel of Fortune                   | Syndikation       | [ 44 ] |
| 2011 | Jeopardy!                          | Syndikation       | [ 45 ] |
| 2011 | Wheel of Fortune                   | Syndikation       | [ 46 ] |
| 2011 | Cash Cab                           | Discovery Channel | [ 46 ] |
| 2011 | The Price Is Right                 | CBS               | [ 46 ] |
| 2012 | Jeopardy!                          | Syndikation       | [ 47 ] |
| 2012 | BrainSurge                         | Nickelodeon       | [ 48 ] |
| 2012 | Cash Cab                           | Discovery Channel | [ 48 ] |
| 2012 | Let's Make a Deal                  | CBS               | [ 48 ] |
| 2012 | Wheel of Fortune                   | Syndikation       | [ 48 ] |
| 2012 | Who Wants to Be a Millionaire?     | Syndikation       | [ 48 ] |
| 2013 | The Price Is Right                 | CBS               | [ 49 ] |
| 2013 | Cash Cab                           | Discovery Channel | [ 50 ] |
| 2013 | Family Feud                        | Syndikation       | [ 50 ] |
| 2013 | Jeopardy!                          | Syndikation       | [ 50 ] |
| 2013 | Let's Make a Deal                  | CBS               | [ 50 ] |
| 2013 | Who Wants to Be a Millionaire?     | Syndikation       | [ 50 ] |
| 2014 | Jeopardy!                          | Syndikation       | [ 51 ] |
| 2014 | The American Bible Challenge       | GSN               | [ 52 ] |
| 2014 | The Chase                          | GSN               | [ 52 ] |
| 2014 | Let's Make a Deal                  | CBS               | [ 52 ] |
| 2014 | The Price Is Right                 | CBS               | [ 52 ] |
| 2014 | Wheel of Fortune                   | Syndikation       | [ 52 ] |
| 2015 | Jeopardy!                          | Syndikation       | [ 53 ] |
| 2015 | Family Feud                        | Syndikation       | [ 53 ] |
| 2015 | The Price Is Right                 | CBS               | [ 54 ] |
| 2016 | The Price Is Right                 | CBS               | [ 55 ] |
| 2016 | Jeopardy!                          | Syndikation       | [ 56 ] |
| 2016 | Let's Make a Deal                  | CBS               | [ 56 ] |
| 2016 | Monopoly Millionaires' Club        | Syndikation       | [ 56 ] |
| 2016 | Who Wants to Be a Millionaire?     | Syndikation       | [ 56 ] |
| 2017 | Jeopardy!                          | Syndikation       | [ 57 ] |
| 2017 | Celebrity Name Game                | Syndikation       | [ 57 ] |
| 2017 | Family Feud                        | Syndikation       | [ 57 ] |
| 2017 | Let's Make a Deal                  | CBS               | [ 57 ] |
| 2017 | The Price Is Right                 | CBS               | [ 57 ] |
| 2018 | The Price Is Right                 | CBS               | [ 58 ] |
| 2018 | Family Feud                        | Syndikation       | [ 58 ] |
| 2018 | Jeopardy!                          | Syndikation       | [ 58 ] |
| 2018 | Let's Make a Deal                  | CBS               | [ 58 ] |
| 2018 | Who Wants to Be a Millionaire?     | Syndikation       | [ 58 ] |
| 2019 | Family Feud                        | Syndikation       | [ 59 ] |
| 2019 | Jeopardy!                          | Syndikation       | [ 59 ] |
| 2019 | Let's Make a Deal                  | CBS               | [ 59 ] |
| 2019 | The Price Is Right                 | CBS               | [ 59 ] |
| 2019 | Who Wants to Be a Millionaire?     | Syndikation       | [ 59 ] |

### 2020er Jahre
| Jahr               | Gameshow                           | Sender      | Ref    |
| ------------------ | ---------------------------------- | ----------- | ------ |
| 2020               | Jeopardy!                          | Syndikation | [ 60 ] |
| 2020               | Are You Smarter than a 5th Grader? | Nickelodeon | [ 61 ] |
| 2020               | Double Dare                        | Nickelodeon | [ 61 ] |
| 2020               | Family Feud                        | Syndikation | [ 61 ] |
| 2020               | The Price Is Right                 | CBS         | [ 61 ] |
| 2021               | Jeopardy!                          | Syndikation | [ 62 ] |
| 2021               | Family Feud                        | Syndikation | [ 63 ] |
| 2021               | Let's Make a Deal                  | CBS         | [ 63 ] |
| 2021               | The Price Is Right                 | CBS         | [ 63 ] |
| 2021               | Wheel of Fortune                   | Syndikation | [ 63 ] |
| 2022               |                                    |             |        |
| Jeopardy!          | Syndikation                        | [ 64 ]      |        |
| Family Feud        | Syndikation                        | [ 65 ]      |        |
| Let's Make a Deal  | CBS                                | [ 65 ]      |        |
| The Price Is Right | CBS                                | [ 65 ]      |        |
| Wheel of Fortune   | Syndikation                        | [ 65 ]      |        |

## Statistik
| Awards | Gameshow                       |
| ------ | ------------------------------ |
| 19     | Jeopardy!                      |
| 9      | Pyramid                        |
| 8      | The Price Is Right             |
| 4      | Hollywood Squares              |
| 3      | Cash Cab                       |
| 2      | Who Wants to Be a Millionaire? |
| 2      | Password                       |
| 2      | Family Feud                    |